# The Triangle Factory Fire Scandal
The Triangle Factory Fire Scandal è un film televisivo drammatico diretto da Mel Stuart ed interpretato da David Dukes, Tovah Feldshuh, Lauren Frost, Stacey Nelkin, Tom Bosley e Ted Wass. Andò in onda sulla NBC il 30 gennaio 1979.

## Sinossi
Il film racconta dell'Incendio della fabbrica Triangle del 25 marzo 1911 in cui morirono 146 operai e che stimolarono la crescita dell'International Ladies 'Garment Workers' Union.